# Милосу
Милосу (рум. Mâlosu) — село у повіті Бакеу в Румунії. Входить до складу комуни Ліпова.
Село розташоване на відстані 268 км на північ від Бухареста, 26 км на північний схід від Бакеу, 56 км на південний захід від Ясс.

## Населення
За даними перепису населення 2002 року у селі проживали 919 осіб, усі — румуни. Усі жителі села рідною мовою назвали румунську.